# Kandyty (gromada)
Kandyty – dawna gromada, czyli najmniejsza jednostka podziału terytorialnego Polskiej Rzeczypospolitej Ludowej w latach 1954–1972.
Gromady, z gromadzkimi radami narodowymi (GRN) jako organami władzy najniższego stopnia na wsi, funkcjonowały od reformy reorganizującej administrację wiejską przeprowadzonej jesienią 1954 do momentu ich zniesienia z dniem 1 stycznia 1973, tym samym wypierając organizację gminną w latach 1954–1972.
Gromadę Kandyty z siedzibą GRN w Kandytach utworzono – jako jedną z 8759 gromad na obszarze Polski – w powiecie iławeckim w woj. olsztyńskim na mocy uchwały nr 14 WRN w Olsztynie z dnia 4 października 1954. W skład jednostki weszły obszary dotychczasowych gromad Kandyty, Sągnity, Augamy i Worszyny oraz miejscowości Kiwajny, Galiny i Garbnik z dotychczasowej gromady Kiwajny ze zniesionej gminy Kandyty w tymże powiecie. Dla gromady ustalono 16 członków gromadzkiej rady narodowej.
1 stycznia 1958 do gromady Kandyty włączono PGR-y Stega Wielka, Meszniak i Stega Mała oraz osady Samotnik i Stare Stegny ze zniesionej gromady Grotowo w  powiecie iławeckim oraz PGR-y Mątyty i Rogity ze znoszonej gromady Głębock w powiecie braniewskim w tymże województwie.
1 stycznia 1959 powiat iławecki przemianowano na powiat górowski.
31 grudnia 1961, w związku ze zniesieniem powiatu górowskiego, gromada weszła w skład powiatu bartoszyckiego w tymże województwie.
30 czerwca 1968 do gromady Kandyty włączono wsie Bukowiec i Grotowo oraz kolonie Wierzbięcin i Porąbki ze zniesionej gromady Bukowiec w tymże powiecie.
22 grudnia 1971 do gromady Kandyty włączono część zniesionej gromady Pluty w tymże powiecie.
Gromada przetrwała do końca 1972 roku, czyli do kolejnej reformy gminnej. 1 stycznia 1973 – tym razem w powiecie bartoszyckim – reaktywowano gminę Kandyty.